# The Beautiful Guitar
A The Beautiful Guitar egy instrumentális rock stílusú válogatáslemez a gitáros Joe Satrianitól. 1993-ban került a boltokba.

## Track lista
Az összes számot Satriani szerezte, kivéve ahol ez jelezve van.
1. Cryin' – 5:44
2. Always with Me, Always with You – 3:24
3. Thinking of You – 3:56
4. The Crush of Love (Satriani, John Cuniberti) – 4:22
5. I Believe – 5:54
6. Rubina – 5:54
7. Tears in the Rain – 1:18
8. All Alone – 4:23
9. Why – 4:46
10. Echo – 5:39
11. Midnight – 1:43
12. Rubina's Blue Sky Happiness – 6:10
13. Day at the Beach – 2:05
14. Saying Goodbye – 2:51